# ジェリー・シン・ジュステ
- ジェリー・サン・ジュステ

ジェレマイア・シン・ジュステ（Jeremiah St. Juste, 1996年10月19日 - ）は、オランダ・フローニンゲン出身のサッカー選手。スポルティングCP所属。ポジションはディフェンダー、ミッドフィールダー。

## 経歴
シン・ジュステはSV Marumのユースでサッカーを始め、2007年にSCヘーレンフェーンのユースチームに移籍した。2015年1月24日、18歳のシン・ジュステは監督ドワイト・ローデウェーヘスのもと、エールディヴィジのフィテッセ戦でヨースト・ファン・アーケンとの交代で途中出場しプロデビューを果たした。2015年4月11日、AZ戦で初めて先発出場した。ファン・アーケンと共にCBコンビを組むと、その13日後にヘーレンフェーンと2018年まで新契約（2年間の延長オプションが付随する）を結んだ。
2015-16シーズンにはローデウェーヘス、その後任のフォッペ・デ・ハーンのもとでチームの主力となった。コントローラー不在のチーム状況を受けて守備的MFとして起用されることもあった。2016年1月終わりにシン・ジュステは大腿部の筋肉を切り、数週間の離脱と思われたが、2月13日にはトップチームに復帰し、フィテッセ戦にスタメン出場した。
2016-17シーズンは新監督ユルヘン・ストレペルのもとでファン・アーケンと不動のCBコンビとなりチームの躍進を支える活躍を見せたが、シーズン途中からチームの停滞と共に精彩を欠いていった。このシーズン、ハンブルガーSVが数回獲得に動いていたがヘーレンフェーンと合意せず、結局低調なシーズン後半戦を経て本人も国内でのステップアップを希望した。2017年7月18日、CBの控えを探していたフェイエノールトのオファーを受けて移籍、2021年までの4年契約を結んだ。移籍金は、ヘーレンフェーンのテクニカル・マネージャーのヘリー･ハムストラによると「報道されている450万ユーロより高い額」とされる。
2017-18シーズン当初は控えだったが、エリック・ボテギンとヤン・アーリー・ファン・デル・ハイデンの2人が長期離脱したことでスタメンでプレーしていた。その後、長期離脱していたスフェン・ファン・ベークが復帰したことで再び控えになったが、12月6日、UEFAチャンピオンズリーグ・グループステージ最終節・SSCナポリ戦で終盤負傷したバルト・ニューコープに代わって右バックで起用されると、アディショナルタイムにコーナキックから決勝点を決めた。
2019年8月7日、1.FSVマインツ05と2023年までの4年契約を締結した。
2022年5月11日、スポルティング・クルーベ・デ・ポルトゥガルと4年契約を締結し、同年7月より加入することが発表された。

## 人物
- 兄弟のヨシュア・シン・ジュステは室内フットボール選手[要出典]。
- 趣味はピアノを弾くこと[要出典]。
- 本人は本名のジェレマイアよりも"ジェリー"の名前を好んでいる[13]。

## タイトル
フェイエノールト
- KNVBカップ  2017-18
- ヨハン・クライフ・スハール : 2018